# 郭贽
郭贽（935年—1010年），字仲仪，又作少仪，宋朝初年开封府襄邑县（今河南省睢县）人。宋太宗时参知政事。
宋太祖乾德年间，郭贽中进士，事晋王赵光义于藩邸。赵光义即位为宋太宗，太平兴国初年，擢升为著作佐郎、右赞善大夫、兼皇子侍讲。太宗至东宫，出《戒子篇》命郭贽注解、讲说，来教育诸王。太平兴国三年（978年），转任右补阙，拜为中书舍人。多次同知贡举，领京朝官差遣院。太平兴国七年（982年），拜为参知政事，被宰相赵普倚重。太平兴国八年（983年），罢为秘书少监，知荆南府。在知荆南府时，力革陋俗，禁淫祀，下令将祷雨之具投于长江。加左谏议大夫，入京为盐铁使，蠲免赋税积欠。转任工部侍郎。淳化年间，知澶州，因为黄河决口被罢免。宋真宗即位，出知天雄军，入京判太常寺、吏部流内铨，加集贤院学士、判院事。官至拜礼部尚书、翰林侍读学士。大中祥符三年（1010年）郭贽卒，赠左仆射，谥文懿。贽写文章敏速，著有《文懿集》。

## 延伸阅读
[在维基数据编辑]
 《宋史·卷266》，出自脱脱《宋史》